# Royal Arena

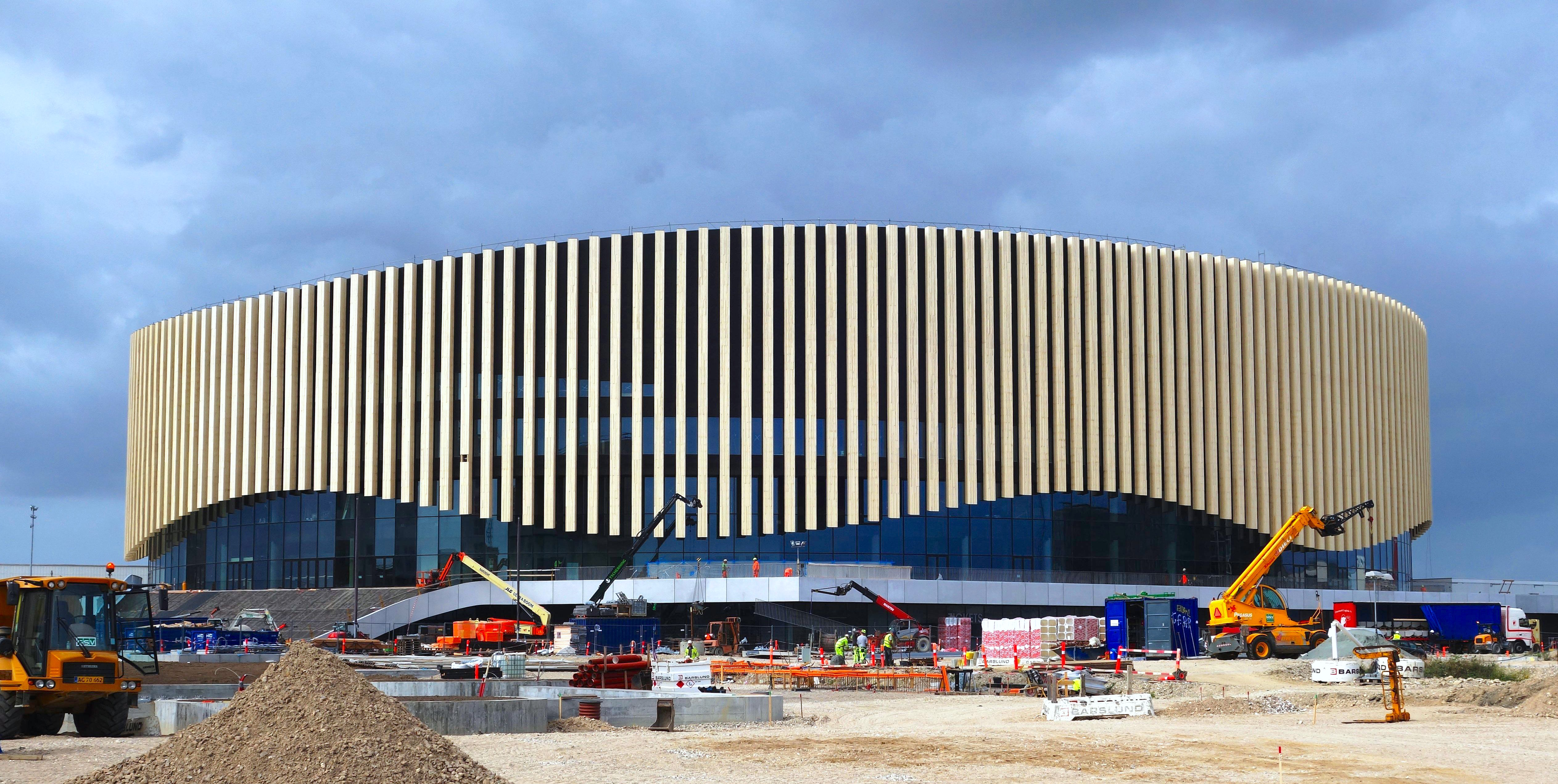
A arena em construção, em setembro de 2016

Royal Arena é uma arena interna multi-uso em Ørestad Syd, um desenvolvimento novo na cidade de Copenhaga, Dinamarca. O terreno foi organizado para a construção em 26 de junho de 2013, e a arena foi aberta em fevereiro de 2017. Tem uma capacidade de 13.000 para eventos esportivos, e até 16.000 (sentado ou em pé) para concertos.
O projeto para a construção da Royal Arena foi apresentado em uma conferência de imprensa no Bella Sky Hotel, em 23 de setembro de 2011. O design da arena foi apresentado em 7 de junho de 2012. A equipe de design vencedora é composta por 3XN, HKS, Inc., Arup, ME Engineers e Planit. A arena tem um design distintamente nórdico. Ela foi inaugurada oficialmente em 3 de fevereiro de 2017 com um show da banda de rock norte-americana Metallica.